# 飴田彩子
飴田 彩子（あめだ あやこ、9月18日 - 、出生年非公表）は、福井エフエム放送（FM福井）のアナウンサー。福井エフエム放送放送部副部長。

## 概要
神奈川県川崎市生まれ、奈良県奈良市出身。奈良県立郡山高等学校、関西大学卒業を経て、1990年FM福井にアナウンサーとして入社。FM福井を代表とする女性アナウンサーで、福井県内の小学校への本読み聞かせなど様々な活動を行っていた。
趣味は映画鑑賞。また、ユーハイム主催の第23回「ゲーテの詩朗読コンテスト」で優勝をしている（恋する人のかたわら）。
2019年3月で担当していたすべての番組を降板あるいは番組が終了して、同年4月以降は出演していない。また、FM福井の公式ウェブサイト内のパーソナリティ一覧からも掲載が削除されている。

## 過去の担当・出演番組
- Bonjour!CoffeeFM
- Life Is（開始時 - 2019年3月1日）
- 空飛ぶ文庫（2013年4月3日 - 2019年3月28日）
- 虹いろ輪舞曲（2014年10月4日 - 2019年2月）
- FM福井ニュース
- ベッドの上のカメラマン（2016年5月29日）
  - 飴田がナレーション・ディレクターを担当。この番組は、平成28年日本民間放送連盟賞（ラジオエンターテインメント部門優秀[3]）ならびに第54回ギャラクシー賞（ラジオ部門奨励賞[4]）を受賞している。また、FM福井の番組が両賞を受賞したのは初めてである。
- 情報たら福（NHK福井放送局、2017年9月1日[5]）
  - この番組では、NHK福井放送局アナウンサー（放送時点）の佐々木芳史、福井放送アナウンサーの岩本和弘と出演している。